# Europe Écologie
Europe Écologie (en español: Ecología Europa) es un partido político francés de orientación verde creado en 2008 a partir de una idea de Daniel Cohn Bendit por activistas ambientales procedentes de diferentes orígenes, como Les Verts ('Los Verdes'), la Federación de Regiones y Pueblos Solidarios, así como de asociaciones y personas independientes.
Su objetivo es presentar un Green New Deal, una respuesta global a lo que ellos consideran una situación de emergencia. Una conversión ecológica y social de la economía, con el fin original de presentar listas a las elecciones europeas de 2009. Obtuvo un excelente resultado en estas últimas: 16,28% de los votos y 13 eurodiputados (alcanzando casi al Partido Socialista - 16,48% -) e integrándose en el Parlamento Europeo en el grupo Verdes/ALE.
Debido al éxito en las elecciones europeas el partido decidió continuar su trayectoria y presentarse a las elecciones regionales de 2010, en las que se consolidó como tercera fuerza del país obteniendo el 12,18 % de los votos en la primera vuelta.
El 13 de noviembre de 2010, en un congreso nacional en Lyon, Les Verts y Europe Écologie deciden fusionarse en una nueva estructura política con el nombre de Europe Écologie-Les Verts.

## Origen
Este conglomerado de ecologistas se inició en otoño del 2007 a iniciativa de algunos líderes: Daniel Cohn-Bendit, Jean-Paul Besset, Pascal Durand, Cécile Duflot y Noël Mamère. Enseguida reunió a Les Verts, la Federación de Regiones y Pueblos Solidarios, miembros de asociaciones como José Bové y Yannick Jadot, y otras personalidades como Eva Joly.
En un manifiesto firmado por diferentes personalidades, se apelaba a la reconstrucción de un modelo de desarrollo «social y ecológico de Europa», ya que el modelo actual «será pulverizado por los hechos». Se trata de actuar, ante «las crisis ecológica, social, alimentaria, energética, económica y financiera [...] que convergen en una crisis global, reuniendo a todos los ecologistas». Esta unión estaba orientada en principio a la construcción de un espacio político autónomo para las elecciones europeas de 2009.

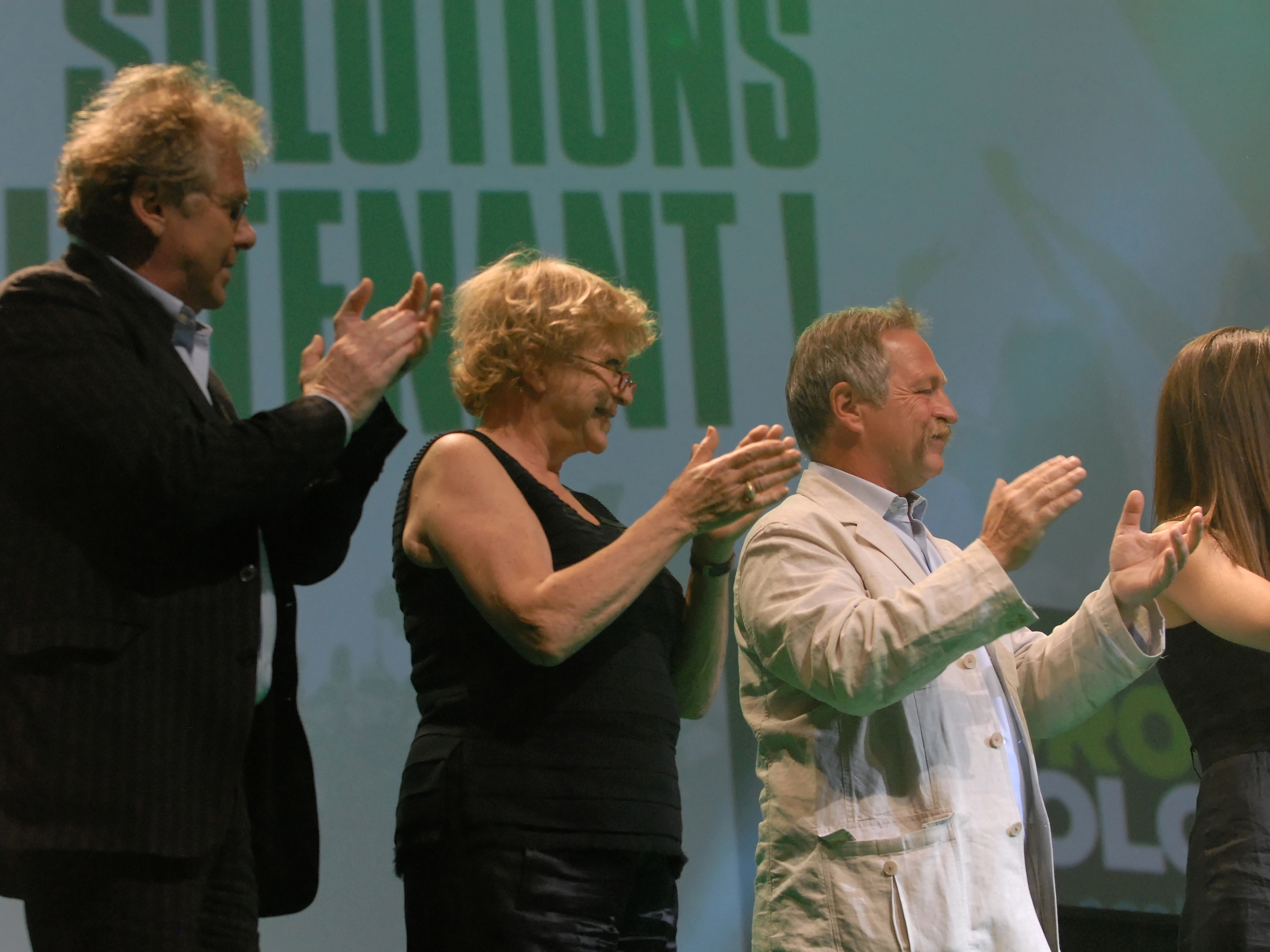
Meeting de Europe Écologie en París el 3 de junio de 2009

Una primera versión del manifiesto, colgado en línea el 19 de octubre de 2008, fue escrito por Jean-Paul Besset y largamente corregida por Les Verts y las diversas personalidades de la formación (François Alfonsi, José Bové, Daniel Cohn-Bendit, Yannick Jadot, Erwan Lecœur...).
Presentada oficialmente el 20 de octubre de 2008 en una conferencia de prensa en el Museo de Arte Africano Dapper (París), la coalición parecía un conglomerado demasiado heterogéneo. Sin embargo uno de sus representantes defendía la idea, explicando que no existe una receta única para resolver la crisis del modelo actual.

## Elecciones

### Elecciones europeas de 2009

#### Los candidatos
En Francia hay 8 circunscripciones electorales para las elecciones europas. Europe Écologie presentó listas en todas ellas, cuyas cabezas de lista fueron:
- Circunscripción Noroeste: Hélène Flautre, eurodiputada y François Dufour, agricultor y vicepresidente de ATTAC-Francia
- Circunscripción Este: Sandrine Bélier, jurista y exdirector federal de France Nature Environnement y Jacques Muller, senador y alcalde de Wattwiller
- Circunscripción Oeste: Yannick Jadot, portavoz de la Alliance pour la planète y Nicole Kiil-Nielsen, ex-consejera municipal en Rennes
- Circunscripción Isla de Francia: Daniel Cohn-Bendit, eurodiputado, Eva Joly, exmagistrada, Pascal Canfin économista
- Circunscripción Macizo Central-Centro: Jean-Paul Besset, periodista, redactor del Pacte écologique y Ghislaine Jeannot-Pagès jurista y psicoanalista
- Circunscripción Suroeste: José Bové y Catherine Grèze (en la lista figura Kalshang Dolma Rangeard, una tibetana comprometida con la causa de su pueblo.
- Circunscripción Sureste: Michèle Rivasi, teniente de alcalde en Valence, y François Alfonsi, alcalde de Osani (Córcega), en representación de la Fédération régions & peuples solidaires.
- Circunscripción Ultramar: Harry Durimel, abogado, Raliba Dubois, sindicalista y Jacky Briand, militante ecologista y director de colegio.

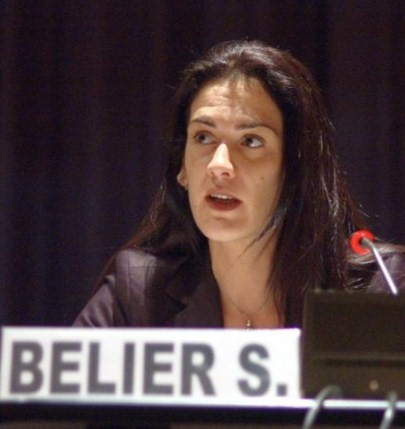
Sandrine Bélier (Circunscripción Este)
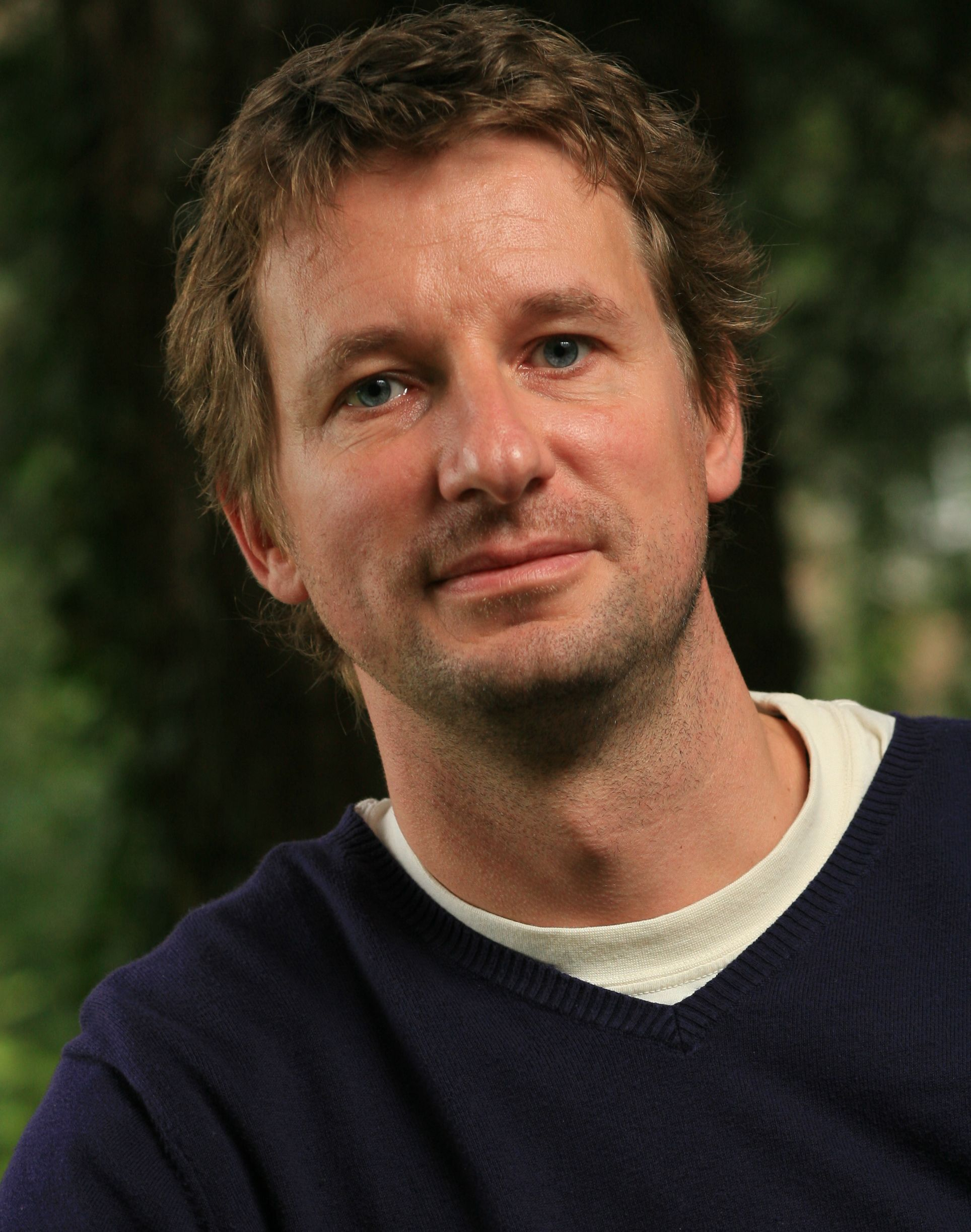
Yannick Jadot (Circunscripción Oeste)
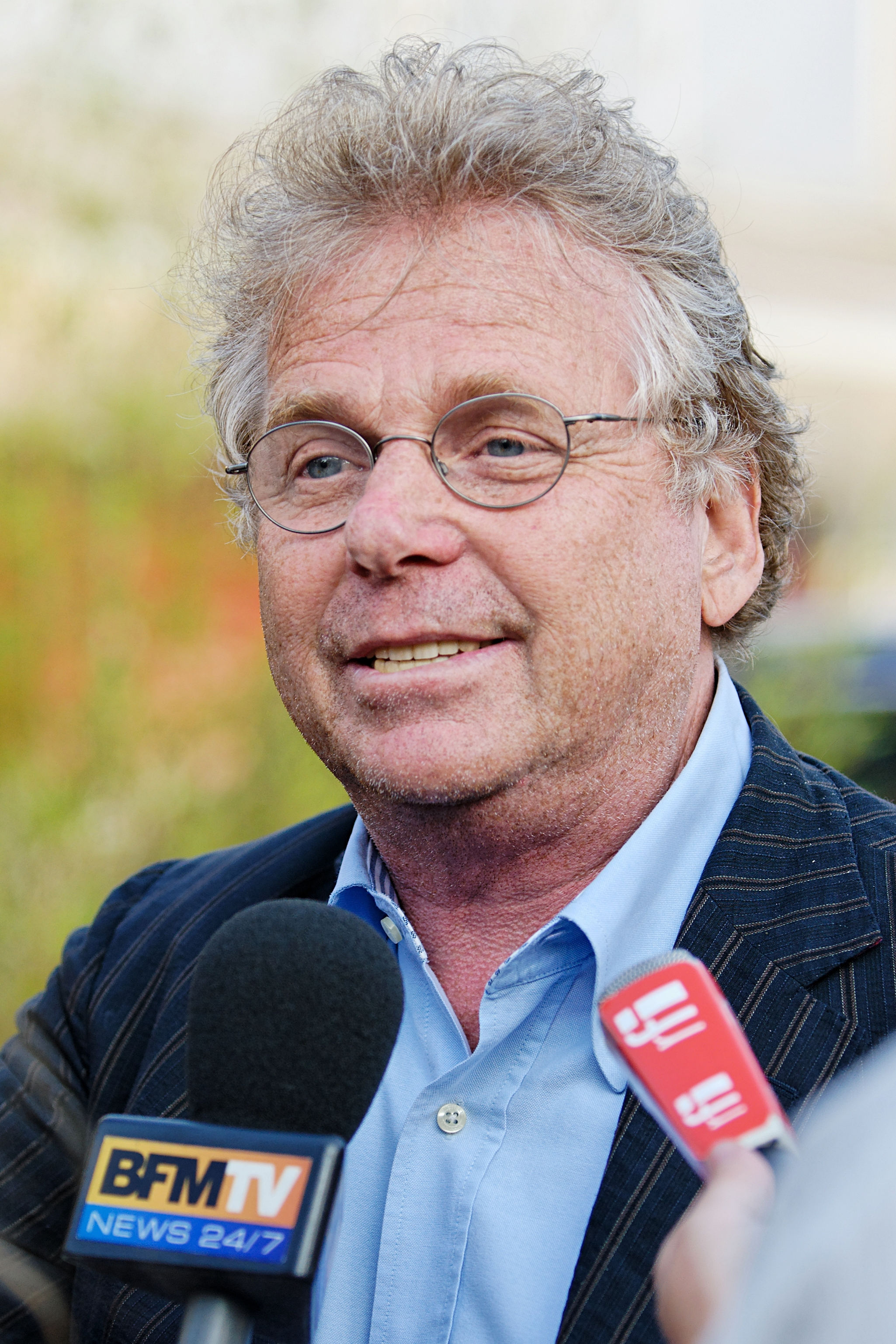
Daniel Cohn-Bendit (Circunscripción Île-de-France)
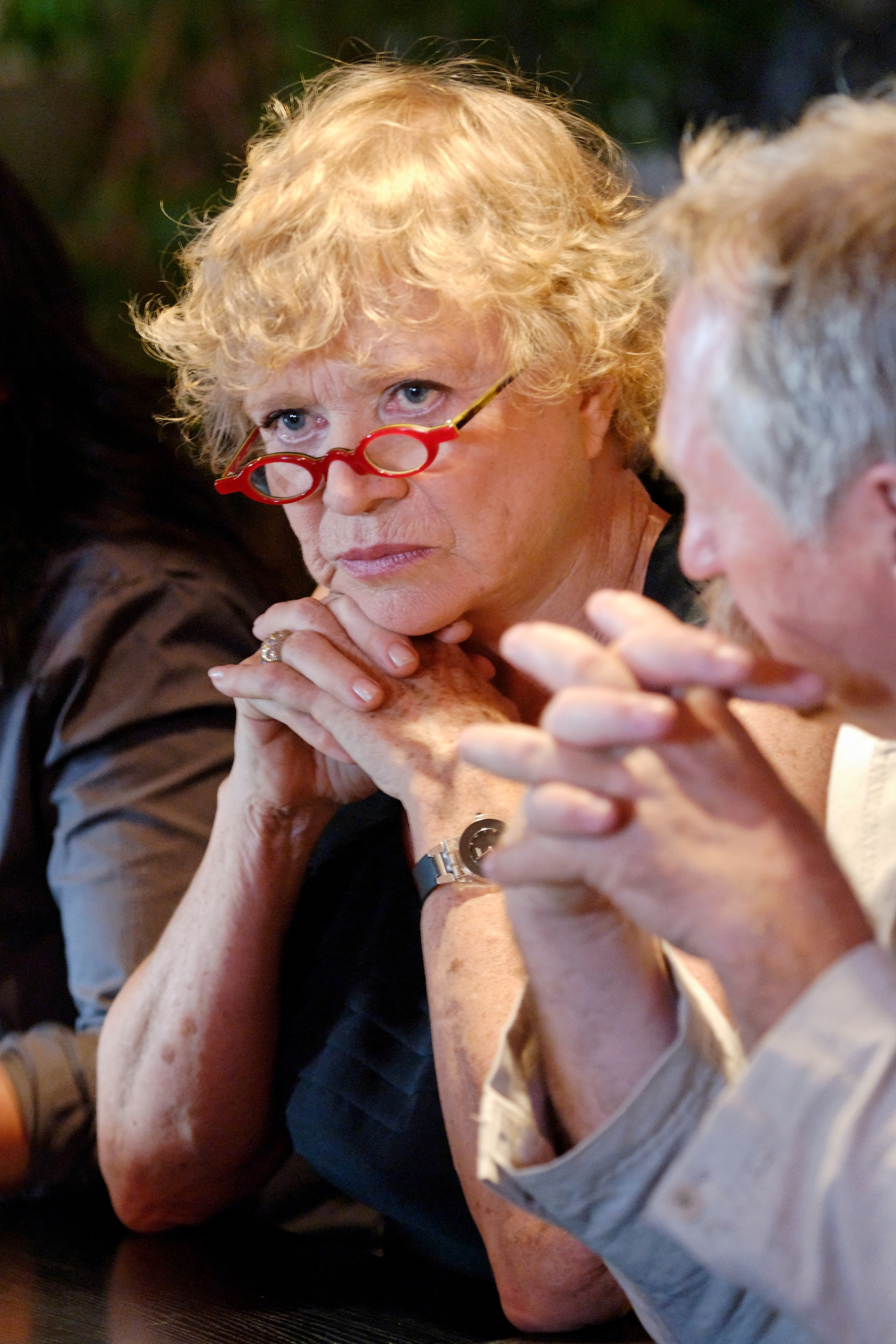
Eva Joly (Circunscripción Île-de-France)
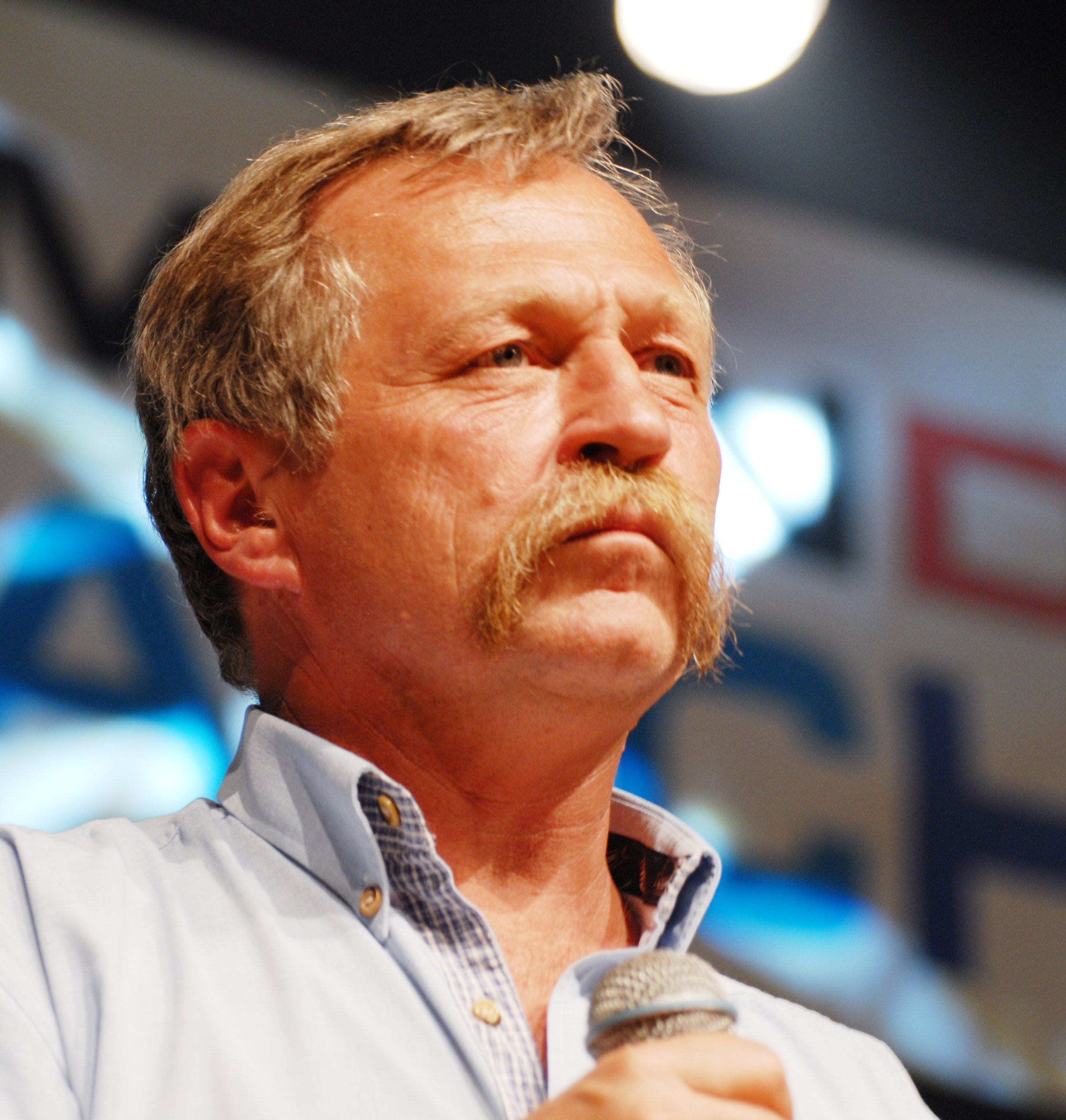
José Bové (Circunscripción Suroeste)
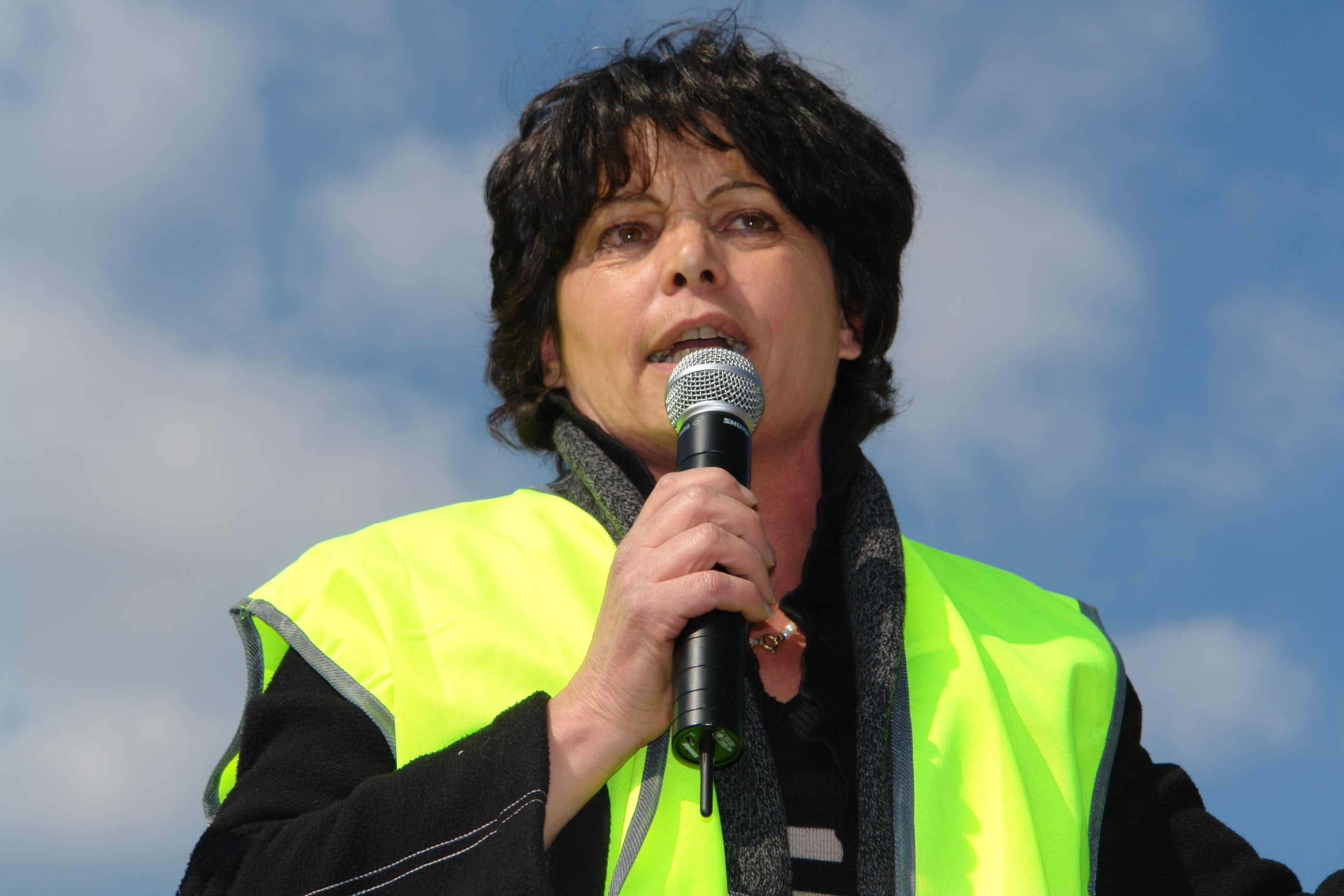
Michèle Rivasi (Circunscripción Sureste)

#### Apoyos
Personalidades de diversos orígenes han apoyado a la coalición:
- Daniel Cohn Bendit que escribió el texto Nous y sommes[5] para la coalición.
- Natacha Amal[6]
- Vikash Dhorasoo[7]
- Lambert Wilson[8]
- Nicolas Hulot[9]

#### Resultados
Finalmente la coalición obtuvo el 16,28% de los votos emitidos a nivel nacional, el porcentaje más alto jamás obtenido por un partido de los Verdes en las elecciones europeas en Francia. Este resultado le dio 14 escaños (7 miembros de Los Verdes, 6 independientes en las filas de Los Verdes y 1 del Partido de la Nación Corsa) en el Parlamento, integrados en el grupo Los Verdes / Alianza Libre Europea, repartidos de la siguiente forma:
- Circunscripción Noroeste: (12,10 %) — 1: Hélène Flautre
- Circunscripción Oeste: (16,65 %) — 2: José Bové y Catherine Grèze
- Circunscripción Sureste: (18,27 %) — 3: Michèle Rivasi, François Alfonsi y Malika Benarab-Attou
- Circunscripción del Macizo Central-Centro: (13,58 %) — 1: Jean-Paul Besset
- Circunscripción Isla de Francia: (20,86 %) — 4: Daniel Cohn-Bendit, Eva Joly, Pascal Canfin y Karima Delli
- Circunscripción Ultramar: (16,25 %) — 0

Estas elecciones significaron la penetración de Europe Écologie que dobló el resultado de Los Verdes en las anteriores elecciones europeas, casi alcanzando al Partido Socialista a nivel nacional - que obtuvo el 16,48 % - y superándolo en regiones como Isla de Francia o Sureste. Así, los eurodiputados de Europe Écologie formaban el segundo contingente de representantes más importante del Partido Verde Europeo, tras los Verdes alemanes - con 14 escaños. Entre las claves del éxito los analistas apuntaron a la flexibilidad de las candidaturas y la organización, el discurso europeísta (como la proposición de creación de un Fondo Europeo de Cooperación Ecológica y Solidaria, en sustitución del Pacto de Estabilidad y Crecimiento) sin entrar en claves de política nacional, la precupación por temas sociales como medioambientales apuntando en la dirección de un cambio de modelo radical, sin por ello recurrir a subidas de tono violentas o denigratorias.
La lista Alliance écologiste indépendante, la otra principal coalición ecologista, obtuvo el 3.7% de los votos, no obteniendo ningún representante. Con lo que, sumando los votos de las 2 formaciones ecologistas, el voto verde alcanzó un inesperado 20 % del total.

### Elecciones regionales de 2010
Para estas elecciones, la coalición conserva el mismo nombre, sin realizar ninguna fusión o acuerdo con ningún otro partido a nivel nacional, pero integrando a título personal, candidatos procedentes de otros partidos (Partido Socialista y Partido Comunista) así como otros procedentes de la sociedad, no-políticos de profesión.
Así, en la segunda vuelta, la idea sería colocarse del lado de las otras listas de izquierda. Sin embargo, la posición frente al MoDem es objeto de polémica. Europe Écologie esperaba sobrepasar al PS en ciertas regions (como ya había hecho en las europeas) para poder reivindicar la presidencia de éstas, y en todo caso tener un gran peso en la izquierda. El objetivo expresado por Cohn-Bendit fue afianzar el partido como tercera fuerza política del país.

#### Resultados
En la primera vuelta, Europe Écologie obtuvo finalmente 2.372.340 votos (12,18 %), consolidándose como tercera fuerza política del país. Esta primera vuelta estuvo caracterizada por la gran abstención (53,64 %). Los resultados del partido variaron mucho de una región a otra, desde el 8,5 % en Champagne-Ardenne al 17,8 % en Rhône-Alpes.
Comienza entonces a negociarse la alianza de las fuerzas de izquierda, entre el Partido Socialista, Europe Écologie y el Front de Gauche o el Partido Comunista que hubiesen alcanzado al menos el 5 % de los votos necesarios para la fusión de candidaturas. Las negociaciones se llevan a cabo a nivel regional, el reparto de escaños se realiza proporcionalmente según los resultados de la primera vuelta. Finalmente, las listas de izquierda se fusionan en todas las regiones para dar lugar a la candidatura La Gauche; excepto en Bretaña donde Europe Écologie se mantiene, en el Limousin donde la lista Front de Gauche-NPA también se mantiene en solitario, y en Picardie, donde el PS se negó a integrar a los candidatos del Front de Gauche. Por último en Languedoc-Roussillon se da un caso particular, pues ninguna de las 3 listas anteriores logra pasar a la segunda vuelta.
El otro partido ecologista presente en las elecciones, se caracterizó por su eslogan une identité au délà de la droite et de la gauche (una identidad más allá de la derecha y de la izquierda), y en su oposición a cualquier pacto con las fuerzas tradicionales.
Finalmente, la coalición La Gauche arrasa en la mayoría de las regiones, obteniendo 9.833.795 votos (46,40 %) y 1.006 escaños, quedando tan sólo una región en poder del UMP (y el resto en poder del Partido Socialista, excepto el caso particular en Languedoc). En Bretaña, Europe Écologie logró 11 escaños.

## En España
Desde España surgieron varias propuestas con el afán de establecer una dinámica parecida a Europe Écologie. Por un lado, Juan López de Uralde, al dejar su cargo de director de Greenpeace, afirmó en julio de 2010 que estaba "dispuesto a liderar una fuerza verde" siguiendo un modelo cercano a Europe Écologie. Por otro lado, Florent Marcellesi, coportavoz de la Coordinadora Verde presentó en la II Universidad Verde de Verano una propuesta para organizar un partido político como Europe Écologie en España. Esta Universidad Verde de Verano marca además el acercamiento de Uralde con la Coordinadora Verde en torno a esta idea de Europe Ecologie. Estas propuestas se concretaron meses más tarde con la creación de Equo.